# Carinodes janeirensis
Carinodes janeirensis là một loài tò vò trong họ Ichneumonidae.